# Masao Takemoto
Masao Takemoto (n. 29 septembrie 1919, Hamada, Prefectura Shimane, Japonia – d. 2 februarie 2007, Prefectura Kanagawa, Japonia) a fost un gimnast artistic ce a reprezentat Japonia, medaliat olimpic. A participat la 3 ediții ale Jocurilor Olimpice (1952, 1956, 1960) în care a câștigat o medalie de aur, două medalii de argint și 3 medalii de bronz.